# Matteo Manassero
Matteo Manassero, né le 19 avril 1993 à Negrar, est un golfeur italien, professionnel depuis 2010. Évoluant sur le Tour européen PGA, il a remporté 4 victoires sur le Tour européen et 2 sur l'Asian Tour.

## Carrière
Matteo Manassero est né le 19 avril 1993 à Negrar en Italie. En 2009, l'Italien devient à seize ans le plus jeune vainqueur du Championnat de golf amateur de Grande-Bretagne. Cette victoire le qualifie pour le British Open, dont il se classe treizième. Numéro 1 mondial amateur le 30 décembre 2009, Manassero occupe cette place pendant dix-huit semaines avant de passer professionnel en milieu d'année 2010, ce qui l'exclut de facto de ce classement.
En 2010, Manassero devient en avril le plus jeune joueur à franchir le cut du Masters d'Augusta. Le mois suivant, il dispute son premier tournoi en tant que professionnel sur le circuit européen lors de l'Open d'Italie. À la fin du mois d'octobre, Manassero remporte son premier tournoi lors du Masters Castello Costa Azahar ce qui fait de lui le plus jeune vainqueur d'un tournoi du circuit européen. En fin d'année, il est nommé meilleur débutant de l'année.
Manassero gagne l'Open de Malaisie en 2011 et en novembre 2012 l'Open de Singapour. Cette dernière victoire lui permet d'être 13e du classement européen de fin de saison.
En 2013, il remporte au quatrième trou de playoff le BMW PGA Championship face à Marc Warren (éliminé au premier trou) et Simon Khan.
Après plusieurs saisons sans performances notables, Matteo Manassero perd son droit de jeu à temps complet sur l'European Tour. Il dispute les Q-School à Lumine en novembre 2018 sans parvenir à se qualifier dans le top-25. L'ex-prodige du golf italien doit repartir sur le challenge tour pour 2019, lui qui n'avait pas eu besoin de cette étape à ses débuts.

## Palmarès

### Tournois gagnés sur le Tour européen PGA (3)

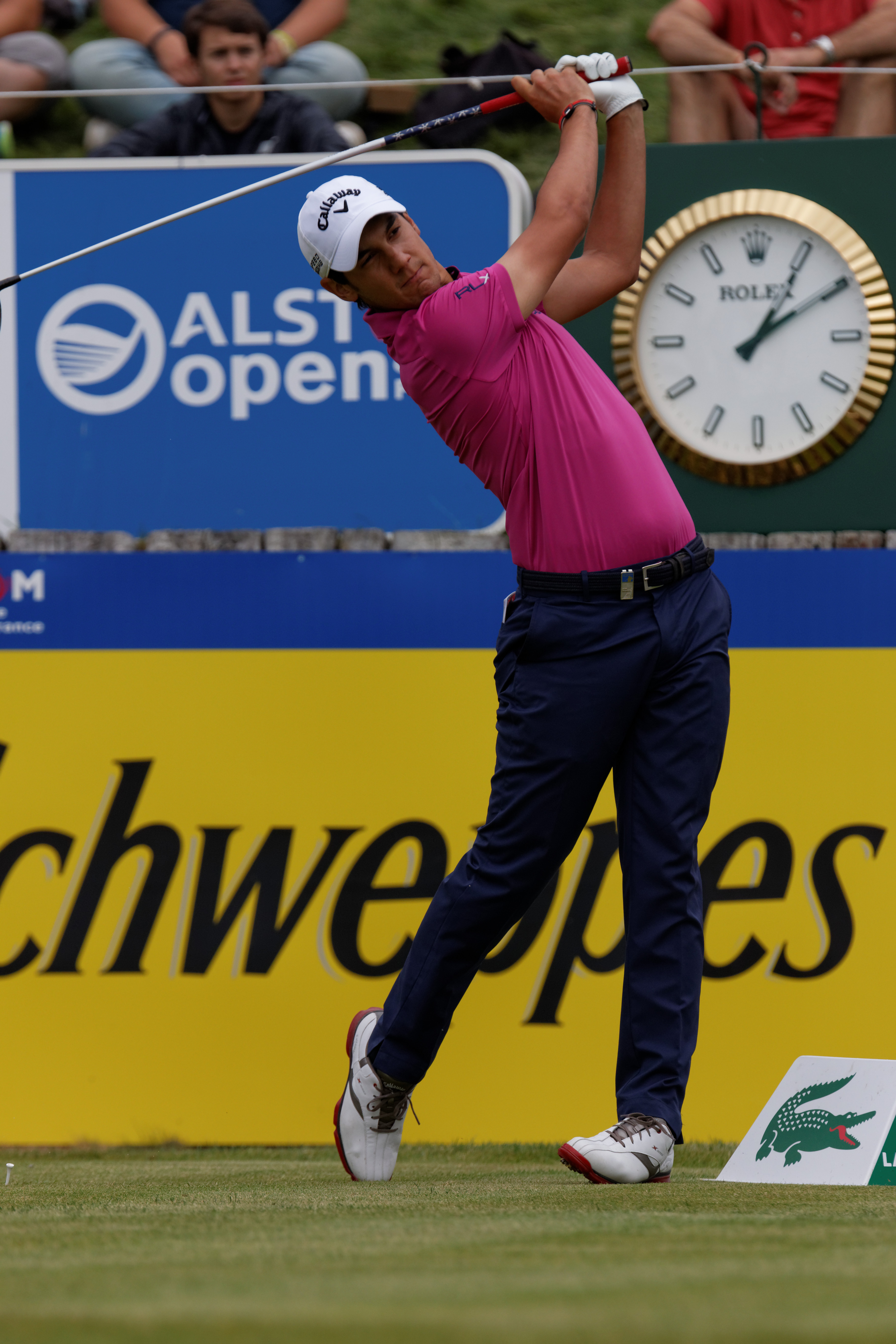
Matteo Manassero (swing)

2010
- Masters Castello Costa Azahar

2011
- Open de Malaisie

2012
- Open de Singapour

2013
- BMW PGA Championship

### Tournois gagnés sur l'Asian Tour (2)
2011
- Open de Malaisie

2012
- Open de Singapour